# Чемпіонат світу з футболу 2010 (група D)
Матчі Групи D чемпіонату світу з футболу 2010 проходять з 13 червня 2010 року до 23 червня 2010. До групи входять збірні Німеччини, Австралії, Сербії та Гани.
| М  | Команда     | І | В | Н | П | МЗ | МП | РМ | О |
| -- | ----------- | - | - | - | - | -- | -- | -- | - |
| 1. | Німеччина · | 3 | 2 | 0 | 1 | 5  | 1  | +4 | 6 |
| 2. | Гана ·      | 3 | 1 | 1 | 1 | 2  | 2  | 0  | 4 |
| 3. | Австралія · | 3 | 1 | 1 | 1 | 3  | 6  | −3 | 4 |
| 4. | Сербія ·    | 3 | 1 | 0 | 2 | 2  | 3  | −1 | 3 |

Час місцевий (UTC+2)

## Сербія— Гана
| 13.06.2010 16:00 |

| Сербія | 0 — 1      | Гана            |
| ------ | ---------- | --------------- |
|        | (Протокол) | Г'ян 85' (пен.) |

| Лофтус Версфельд, Преторія Глядачів: 38 833 Арбітр: Ектор Балдассі |

## Німеччина— Австралія
| 13.06.2010 20:30 |

| Німеччина                                   | 4 — 0      | Австралія |
| ------------------------------------------- | ---------- | --------- |
| Подольскі 8' Клозе 26' Мюллер 68' Какау 70' | (Протокол) |           |

| Мозес Мабіда, Дурбан Глядачів: 62 660 Арбітр: Марко Антоніо Родрігес |

## Німеччина— Сербія
| 18.06.2010 13:30 |

| Німеччина | 0 — 1      | Сербія        |
| --------- | ---------- | ------------- |
|           | (Протокол) | Йованович 38' |

| Нельсон Мандела Бей, Порт-Елізабет Глядачів: 38 294 Арбітр: Альберто Ундіано Маллеско |

## Гана— Австралія
| 19.06.2010 16:00 |

| Гана            | 1 — 1      | Австралія  |
| --------------- | ---------- | ---------- |
| Г'ян 25' (пен.) | (Протокол) | Голмен 11' |

| Роял Бафокенг, Рюстенбург Глядачів: 34 812 Арбітр: Роберто Розетті |

## Гана— Німеччина
| 23.06.2010 20:30 |

| Гана | 0 — 1      | Німеччина |
| ---- | ---------- | --------- |
|      | (Протокол) | Езіл 60'  |

| Соккер-Сіті, Йоганнесбург Глядачів: 83 391 Арбітр: Карлос Еуженіо Сімон |

## Австралія— Сербія
| 23.06.2010 20:30 |

| Австралія             | 2 — 1      | Сербія       |
| --------------------- | ---------- | ------------ |
| Кегілл 69' Голмен 73' | (Протокол) | Пантелич 84' |

| Мбомбела, Мбомбела Глядачів: 37 836 Арбітр: Хорхе Ларріонда |